# 妮可·里奇
妮可·卡米尔·里奇（英語：Nicole Camille Richie；1981年9月21日—），娘家姓埃斯科維多（Escovedo），是美国電視名人、时装设计师，作家，演员，歌手和主持人。
里奇因参演福克斯廣播公司真人實境秀电视系列节目《拜金女新体验》（The Simple Life）而声名显赫，该剧共五季。随后，她的工作重点转移到其他项目上，包括慈善工作和环境问题。在2007年11月里奇和丈夫乔尔·马登创建“里奇-马登儿童少年基金会”。她是目前NBC的Fashion Star的三个导师之一。
里奇的个人生活也吸引了媒体的关注，包括她明显变瘦的身材，在2003年和2006年因醉酒駕駛被逮捕，以及在她十几岁和二十出头时滥用药物都被媒体报道。

## 早期生活
妮可·里奇出生于加利福尼亚州伯克利，她的生父Peter Michael Escovedo是摇滚歌星莱昂纳尔·里奇乐团的一名黑人成员，她的生母Karen是Sheila E.的行政助理。当她三岁时，她的父母同意把她交给莱昂内尔·里奇和布伦达·哈维抚养，因为他们负担不起她的生活。“我的父母与莱昂纳尔是朋友，”她在2003年告诉《人物》杂志记者说，“他们相信莱昂内尔·里奇将能够为我提供更好的生活。”莱昂内尔·里奇成为她的监护人。她三岁开始每周都与心理治疗师见面，在治疗中度过了剩余的整个童年。
里奇9岁时在法律上成为莱昂内尔与布伦达的女儿。1988年莱昂内尔·里奇和布伦达·哈维离婚。莱昂内尔再婚，并给了妮可两个弟妹：迈尔斯（生于1994年）和索菲亚（生于1998年）。里奇有一个干妈南希·戴维斯，是马文·戴维斯和布兰登·戴维斯的女儿。昆西·琼斯和迈克尔·杰克逊都是里奇的教父。在《人物》杂志采访琼斯时他说，“在妮可·里奇还是一个婴儿时我就知道，她是一个非常聪明的女孩。”
1986年，里奇在加州巴克利学校学习，在那里她遇到了帕里斯·希尔顿。1999年毕业于蒙特克莱大学预科学校，然后来到亚利桑那大学，与葛妮·卡戴珊和卢克·沃尔顿一起学习艺术与传媒。里奇在亚利桑那没有一个明确的学习计划，最终在两年后辍学，回到加利福尼亚。

## 个人生活

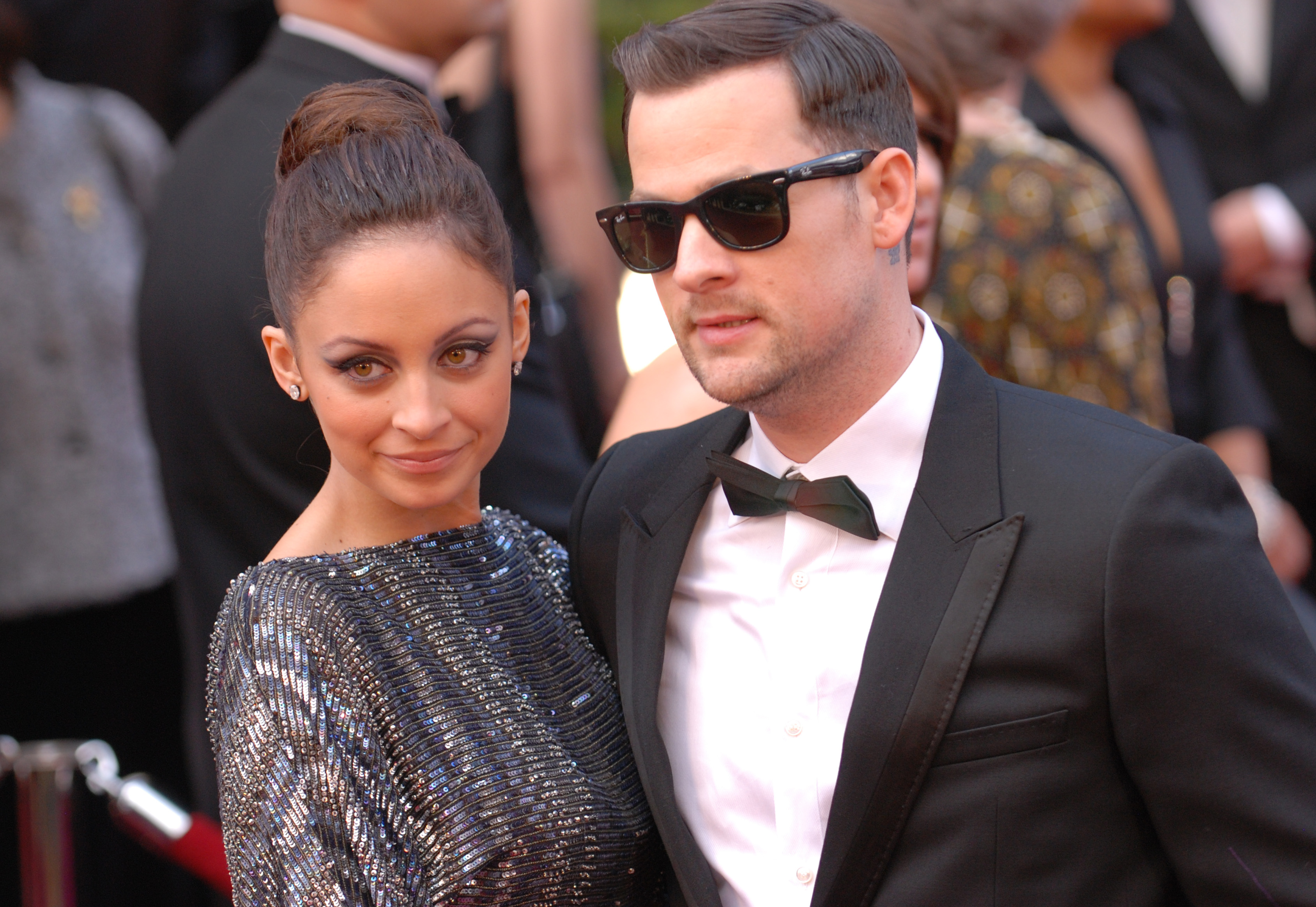
里奇和乔尔·马登在2010年3月

### 家人和朋友
2005年4月，有报道说里奇和老朋友帕里斯·希尔顿不再讲话。希尔顿评论说：“这不是什么大秘密，妮可和我不再是朋友。妮可知道她的所作所为，我不打算再讲关于这事情”里奇也和希尔顿一样都不发言公开分裂的原因，有人推测，妮可把帕里斯自制的色情录像带放给她们的朋友看。最终，她们于2006年10月和解。
从2003年到2005年她与DJ亚当·戈德斯坦恋爱，但订婚9个月后分手。里奇还短暂的与儿时的朋友布罗迪·詹纳约会过。
里奇在2006年12月开始约会狂野夏洛特主唱乔尔·马登，他们有两个孩子：女儿Harlow Winter Kate Richie Madden（出生于2008年1月11日）和儿子Sparrow James Midnight Madden（出生于2009年9月9日）。他们在2010年2月订婚，2010年12月11日结婚。2008年2月，女儿Harlow的第一张照片卖给《人物》杂志，杂志为此支付100万美元。

### 健康
早在2006年，里奇的头条新闻就是她急剧变瘦的外型。5月，她告诉《名利场》杂志，“我知道我现在太瘦，所以我不希望任何一个年轻的女孩看着我说，这就是我想要的样子。”她还表示，“我开始咨询营养学家和医生。我很害怕事情变得更严重。”在此期间，据报道，她还寻求精神科医生和私人教练的帮助。同年9月，里奇说：“我不是厌食症，不是暴食症，没有进食障碍。”2006年10月27日宣布，里奇寻求治疗。
2007年3月，里奇因脱水被送往医院。 3月21日，她的代表宣布，她被诊断为低血糖。

### 法律问题

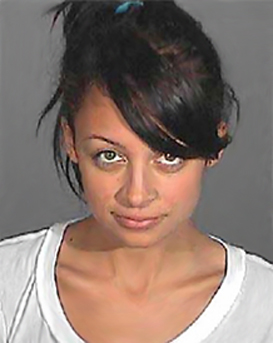
里奇在2006年12月

在2003年2月，里奇在加州马利布被逮捕，并被控以藏有海洛因而暂停驾驶执照。
2006年12月11日，里奇被加州公路巡警拘捕后，酒精测试显示她醉酒駕駛。她被指控进入高速公路和交通相反方向行驶。她承认在案发前吸过大麻和其他麻醉药品。2007年7月27日，里奇在加州林伍德世纪地区看守所被判处入狱4天。然而，她只在监狱待了约82分钟，并在2007年8月23日16:37被释放。治安部门的一位发言人告诉《人物》杂志里奇“被提前释放因监狱系统人满为患，这是对非暴力罪犯的标准程序。”在监狱中度过82分钟后，里奇“当然惊喜这么快就被释放”，她的律师说。
里奇根据加州高级法院提交的文件参加18个月的反饮酒司机的教育计划。6月22日，她的参加期限延长1年至2011年3月，因为她错过了她的反酒后驾驶课。然而，她的律师向法官提出里奇已完成所有条款，参加期限于2010年12月29日终止。

## 影视作品
| 年份      | 片名                                | 角色             | 备注                                |
| --------- | ----------------------------------- | ---------------- | ----------------------------------- |
| 2003-2007 | 《拜金女新体验》（The Simple Life） | Herself          | 53 episodes                         |
| 2004      | 《六英尺下》（Six Feet Under）      | Herself          | Episode: "Untitled"                 |
| 2004      | Eve                                 | Karen            | Episode: "Valentine's Day Reloaded" |
| 2004      | Rock Me Baby                        | Amanda           | Episode: "Kiss and Don't Tell"      |
| 2004      | American Dreams                     | Brenda Reid      | Episode: "Charade"                  |
| 2005      | 8 Simple Rules                      | Ashley           | Episode: "Ditch Day"                |
| 2005      | Kids in America                     | Kelly Stepford   | Lead Role                           |
| 2008-2010 | 《超市特工》（Chuck）               | Heather Chandler | 2 episodes                          |
| 2012      | 《时尚明星》（Fashion Star）        | Herself          | Mentor                              |

## 提名和获奖
| 年份 | 名称         | 分类                          | 结果 |
| ---- | ------------ | ----------------------------- | ---- |
| 2005 | 青少年选择奖 | Choice TV Personality: Female | 提名 |
| 2010 | 青少年选择奖 | Best Celebrity Fashion Line   | 提名 |